# Electronic dance music
Pour les articles homonymes, voir Dance (homonymie) et EDM.
Ne doit pas être confondu avec Danse électro.
L'electronic dance music (EDM), également connu sous les termes dance music, club music, ou simplement dance, définit différents genres de musique électronique entièrement composés pour danser. Ces genres sont principalement joués dans des petits locaux comme les clubs et discothèques, des événements sauvages comme les rave parties, et de grands événements comme les festivals musicaux. Cette variété est produite et jouée par des DJ lors de mixsets durant lesquels les DJ entremêlent plusieurs chansons.
L'acronyme « EDM » est adopté par l'industrie musicale américaine et la presse spécialisée comme un buzzword pour définir la scène commerciale de musique électronique américaine. Elle correspond au terme Eurodance utilisé en Europe. Cependant, l'EDM n'est pas un genre musical à proprement parler et désigne souvent un type de sous-genres musicaux touchant à la musique électronique sur lequel l'auditeur peut danser,.

## Terminologie
Le terme d'electronic dance music est utilisé aux États-Unis au début de l'année 1985, bien que le terme de « dance music » ait été retenu. En juillet 1995, Nervous Records et le magazine Project X organisent leur première cérémonie de remises de prix, les Electronic Dance Music Awards,.
Le rédacteur du magazine The Guardian, Simon Reynolds, note que l'adoption du terme EDM par l'industrie musicale est un effort intentionnel de redéfinir la « culture rave » en particulier celle aux États-Unis. Alors que l'« EDM » est principalement utilisé comme terme aux États-Unis, dans certaines parties de l'Europe, et par la communauté dance, le Royaume-Uni préfère adopter les termes de dance music ou dance.

## Histoire
Des exemples notables de cette variété peuvent impliquer la collaboration en 1977 du producteur Giorgio Moroder avec la chanteuse Donna Summer sur la chanson I Feel Love, une chanson dance à succès composée sans aide d'instrument traditionnel ; Kraftwerk et Yellow Magic Orchestra à la fin des années 1970 et au début des années 1980, ainsi que des genres développés pendant les années 1980 comme la new wave, l'electro, l'house de Chicago et la techno de Détroit, sont également des premiers exemples de cette variante dance.

### Acid house et rave

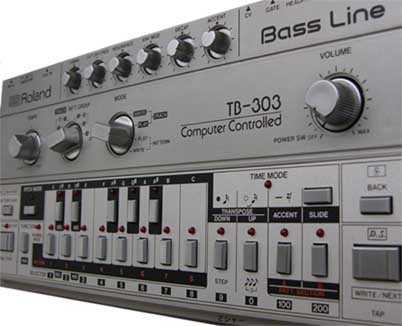
Le Roland TB-303 : synthétiseur principalement utilisé pour les lignes de basse dans l'acid house.

En 1988, la popularité de la house explose en Occident grâce à l'émergence de l'acid house. En 1988, la musique habituellement jouée dans des entrepôts désaffectés s'oriente principalement house. Cette même année, la Balearic beat associée à DJ Alfredo Fiorito est exportée à Londres, lorsque Danny Rampling et Paul Oakenfold organisent respectivement l'ouverture des clubs Shoom et Spectrum. Ces deux boîtes de nuit deviennent alors significativement associés à l'acid house, et c'est durant cette période que l'ecstasy commence à se répandre. D'autres clubs britanniques importants du moment sont Back to Basics à Leeds, Leadmill et Music Factory de Sheffield, et The Haçienda de Manchester, où Mike Pickering et le club de Graeme Park, Nude, s'associent à la musique dance underground américaine. La fièvre de l'acid house grimpe rapidement à Londres et Manchester. Certains clubbers se réfugient dans des entrepôts désaffectés pour danser toute la nuit. Pour échapper à la presse et aux autorités, ces activités, fréquentes à cette époque, se font discrètes voire restreintes. En une année, cependant, plus de 10 000 individus assistent aux premières soirées commerciales de masse, appelées raves, et les médias s'y impliquent désormais.
Le succès de la house et de l'acid house tracent le chemin de la techno de Détroit, un style initialement joué par des clubs de house music situés à Chicago, New York, et dans le nord de l'Angleterre, puis plus tard par les clubs de Détroit. D'après le DJ britannique Mark Moore, la house est acceptée par les clubbers londoniens grâce à la chanson Strings of Life de Derrick May : « c'était chaud car les gens détestaient la musique house... j'ai joué Strings of Life au Mud Club et la piste est devenue déserte. Trois semaines plus tard, on voyait des gens devenus dingues sur la piste – et aucune ecstasy circulait,. »

### Popularité aux États-Unis
À l'origine, la musique dance (EDM) ne parvient à se populariser qu'auprès d'un public américain restreint lorsqu'elle est commercialisée sous le nom d'« electronica » au milieu et à la fin des années 1990. À cette période, une vague de groupes britanniques de musique électronique, dont The Prodigy, The Chemical Brothers, Fatboy Slim et Underworld, sont d'une manière précoce associés à la « révolution américaine d'electronica » (American electronica revolution),. Mais l'EDM est par la suite acquise par l'industrie musicale. L'album Ray of Light de Madonna, sorti en 1998, est celui ayant fait connaître le genre au grand public, et est considéré EDM par la presse spécialisée,.
Au milieu des années 2000, un nombre de facteurs mènent à la popularité grandissante des groupes nord-américains de musique dance. En 2004, Tiësto ouvre les Jeux olympiques d'Athènes, devant un très grand public. La performance des Daft Punk au Coachella Festival de 2006 est considéré par le magazine Spin comme le « point culminant » de l'EDM. En 2009, le compositeur français David Guetta commence à se faire une réputation dans le milieu de la pop après avoir atteint de nombreuses fois les classements avec des chansons comme When Love Takes Over, et avoir collaboré avec d'autres artistes internationaux comme Akon (Sexy Bitch) et Black Eyed Peas (I Gotta Feeling).
Des sites comme YouTube et SoundCloud aident également à l'élargissement de la popularité de l'EDM, et de genres comme l'electro house et le dubstep. À cette période, le dubstep lance un genre dérivé du nom de « brostep », popularisé par le producteur américain Skrillex,. De nombreux labels de musique EDM ont commencé grâce à Youtube, notamment Monstercat ou bien NCS (NoCopyrightSounds) , . Ce dernier permet à Alan Walker de se faire connaître grâce à son tube Faded.
La popularité grandissante de l'EDM est influencée par les soirées et festivals. Les promoteurs savaient qu'ils pourrait tirer bénéfice des DJs orientés dans d'autres genres musicaux : Diplo explique qu'« un groupe joue pendant 45 minutes ; les DJs, eux, peuvent jouer pendant quatre heures. » Les festivals de musique dance, comme l'Electric Daisy Carnival, s'agrandissent et misent sur une expérience visuelle grandiose (vidéos et effets de lumière), la mode et les DJs eux-mêmes, qui commencent à atteindre un certain niveau de popularité,. D'autres artistes en pleine popularisation de l'époque, comme Avicii et Swedish House Mafia, préfèrent jouer dans des arènes plutôt qu'en nightclubs ; en décembre 2011, Swedish House Mafia devient le premier groupe de musique électronique à jouer au Madison Square Garden de New York.
En 2011 Spin déclare le lancement de la « nouvelle génération rave », menée par des artistes tels que David Guetta, le producteur canadien deadmau5, Skrillex, et autres. En janvier 2013, Billboard apporte un nouveau type de classement, celui de l'EDM (Dance/Electronic Songs) ; en novembre la même année, le magazine Music Trades catégorise l'EDM comme le genre le plus populaire de la planète. Des éléments de musique électronique sont progressivement repris dans la musique pop, menant ainsi aux fréquentes collaborations entre artistes pop et producteurs de musique électronique, comme Afrojack et Calvin Harris. En parallèle aux soirées et à Internet, la radio et la télévision contribuent également à la popularisation de l'EDM ; des analystes notent que les ventes de Feel So Close de Calvin Harris et de Don't You Worry Child de Swedish House Mafia ont significativement grimpé après leur diffusion à la radio. Les chansons et musiciens d'EDM apparaissent dans des programmes et publicités télévisés, tandis que d'autres préfèrent s'orienter vers un style plus accessible comme la pop.

### Popularité en Europe
En France, le constat reste le même que pour le continent américain. La popularité croissante de la musique électro s'explique principalement par une large diffusion, entre autres grâce à de multiples festivals, plus de 400, dont c'est la principale musique, après le jazz. En second lieu, les musiciens français électronique, tels Daft Punk, représentants de la French touch, ou David Guetta, sont des vedettes mondiales. Enfin, l'electronic dance music inspire nombre d'autres artistes et devient fréquemment utilisée, à l'image de Stromae mélangeant textes, accordéon et sonorités électro.
En Suisse, l'EDM connait ses années de gloire entre 2000 et 2015 notamment grâce à des producteurs suisses tels que Jack Holliday, EDX, Mike Candys, Paraphonics, Quentin Mosimann, Remady ou encore DJ Antoine. Dès lors, la techno a retrouvé la popularité des années 1990, confirmée par l'EDM dans le courant des années 2000. En plein phénomène de mode, la scène Techno et House voit de nombreux artistes sortir du lot tels que Mandrax, DJ Bobo, la·nuitt, Les Gentils Garçons, Flexfab ou encore House Dat Shit.

### Critiques de l'EDM commerciale
Malgré la popularisation de l'EDM et son bon accueil par le grand public, un grand nombre de producteurs et DJs, dont Carl Cox, Steve Lawler, et Markus Schulz, dénoncent les dérives de la musique dance ultra-commerciale et ses conséquences sur l'« art » du DJing. Cox y voit une approche médiatisée de la nouvelle génération des DJs EDM qui ne représente en aucun cas ce qu'il appelle l'« éthique du DJ ». Sur Mixmag, DJ Tim Sheridan remet en question la responsabilité de l'EDM dans le DJing traditionnel.

## Production

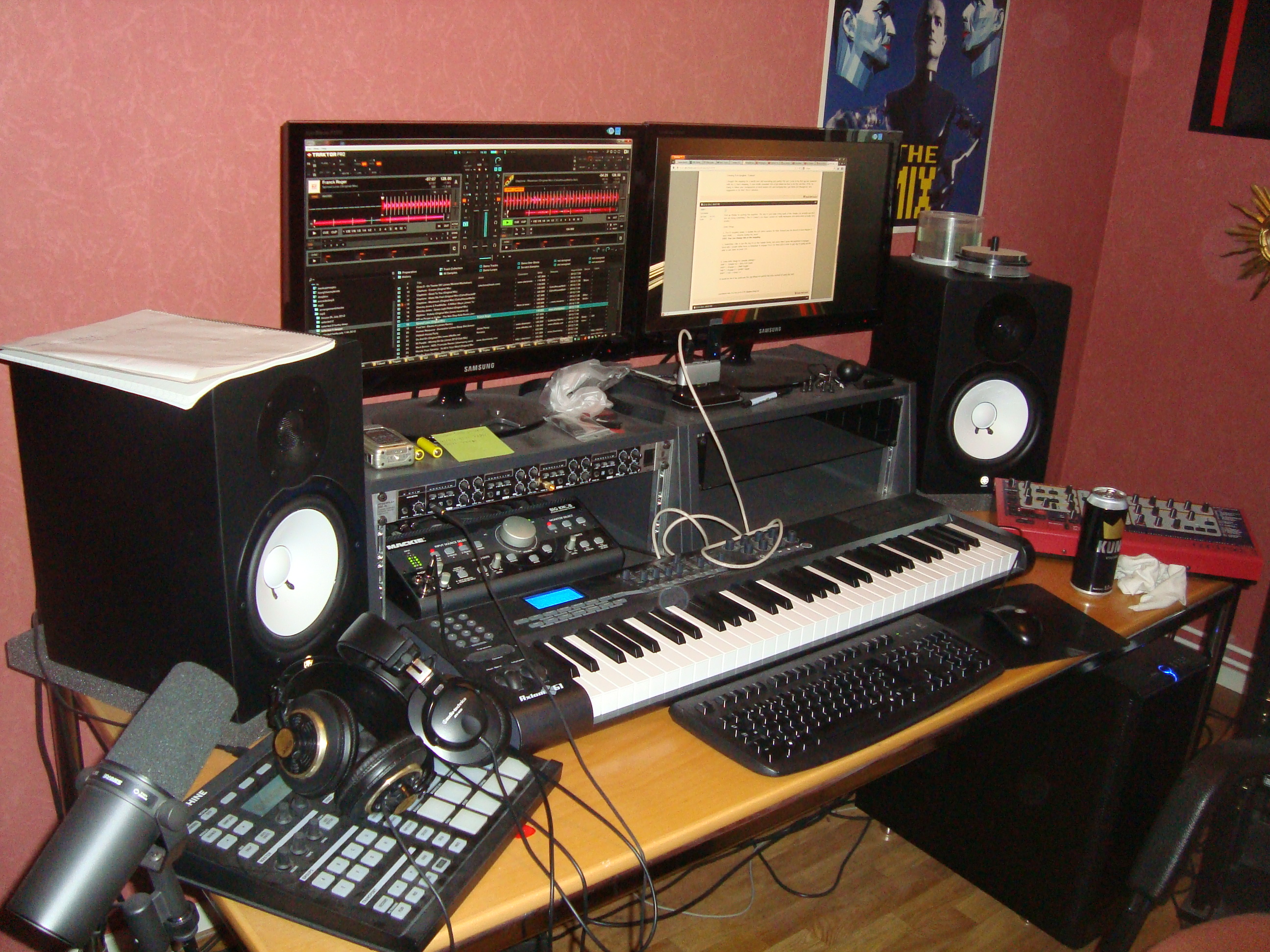
Installation typique d'un home studio pour la production d'EDM, avec ordinateur, interface audio et divers instruments MIDI.

L'EDM imposée et produite dans un studio d'enregistrement avec des équipements spécialisés tels que des échantillonneurs, des synthétiseurs, des unités d'effets et des contrôleurs MIDI, tous configurés pour interagir les uns avec les autres à l'aide du protocole MIDI. Au début du genre, on utilisait des instruments matériels de musique électronique et la production était principalement axée sur la manipulation de données MIDI par opposition à la manipulation de signaux audio. Depuis la fin des années 1990, l'utilisation de logiciels s'est accrue. Un studio de production de musique électronique contemporain se compose généralement d'un ordinateur équipé d'une station audionumérique (DAW), avec divers plug-ins installés, tels que des synthétiseurs logiciels et des unités d'effets, qui sont contrôlés par contrôleur MIDI comme un clavier MIDI. Cette configuration est généralement suffisante pour réaliser des productions entières, qui sont ensuite prêtes pour le mastering.

### Ghost production
Un ghost producer (litt. « producteur fantôme ») est un producteur de musique engagé dans le cadre d'un accord commercial qui produit une chanson pour un autre DJ/artiste qui la publie comme la sienne, généralement dans le cadre d'un contrat qui l'empêche de s'identifier en tant que personnel de la chanson. Un ghost producer reçoit une simple rémunération ou des paiements de redevances pour leur travail et est souvent en mesure de travailler dans sa préférence de ne pas avoir la pression intense de la célébrité et le style de vie d'un DJ internationalement reconnu. Des producteurs comme Martin Garrix et Porter Robinson sont souvent connus pour leur capacité de ghost producing (litt. « production fantôme ») pour d'autres producteurs, tandis que David Guetta et Steve Aoki sont connus pour avoir fait appel à ce type de producteurs pour leurs chansons, et que des DJ comme Tiësto ont ouvertement crédité leurs producteurs dans une tentative d'éviter la censure et pour des raisons de transparence.
De nombreux ghost producers signent des accords qui les empêchent de travailler pour quelqu'un d'autre ou de s'établir en tant qu'artiste solo. Ces accords de non-divulgation sont souvent considérés comme un handicap car les ghost producers, en particulier les adolescents, ne comprennent pas l'industrie musicale. Le producteur londonien Mat Zo a affirmé que les DJ qui embauchent des ghost producers « ont prétendu faire leur propre musique et [laissé] les vrais producteurs se débattre. »

### Bedroom production
Un bedroom producer (litt. « producteur de chambre ») est un musicien indépendant qui crée de la musique électronique sur son ordinateur portable ou dans un home studio. Contrairement aux studios d'enregistrement traditionnels, les producteurs en chambre utilisent généralement des logiciels et des équipements peu coûteux et accessibles, ce qui peut permettre de créer de la musique entièrement « en boîte » (ou empaqueté), sans matériel externe.